# Feliks Paweł Turski

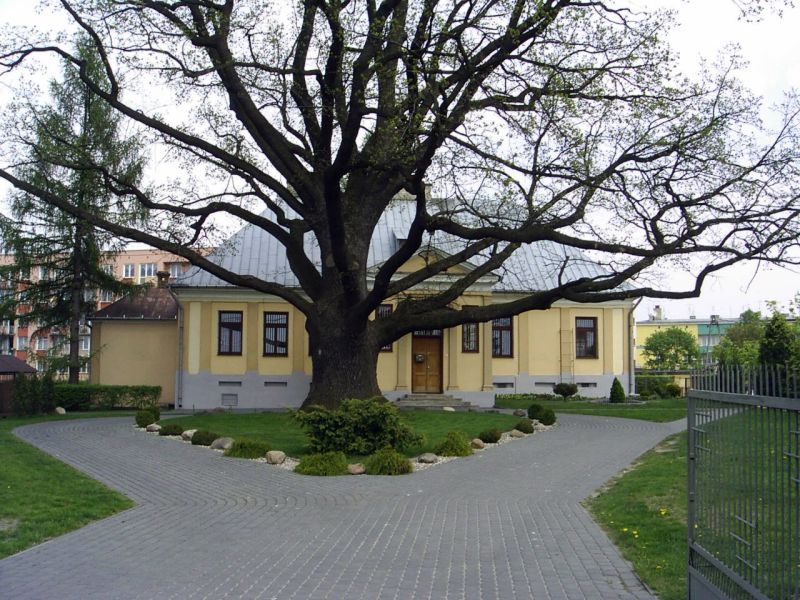
Dąb przed plebanią przy kościele św. Mikołaja w Międzyrzecu Podlaskim upamiętniający podpisanie Konstytucji 3 maja.

Feliks Paweł Turski herbu Rogala (ur. 14 stycznia 1729 w Czarnocinie, zm. 31 marca 1800 w Krakowie) – biskup chełmski od 22 kwietnia 1765 roku do 4 marca 1771 roku, biskup łucki w 1771, biskup krakowski od 20 listopada 1788, od 1773 proboszcz międzyrzecki, konsyliarz Rady Nieustającej, członek konfederacji targowickiej.

## Życiorys
Kształcił się w kolegium prowadzonym przez OO Misjonarzy w Łowiczu. Dalsze studia po 1747 odbył w Rzymie, gdzie w 1754 uzyskał stopień doktora obojga praw i przyjął święcenia kapłańskie.
W 1754 mianowany kanonikiem gnieźnieńskim i warszawskim. Przewodniczył Trybunałowi Głównemu Koronnemu od 1763 roku. Członek konfederacji 1773 roku. Jako członek delegacji na Sejmie Rozbiorowym 1773-1775 był przedstawicielem opozycji. 18 września 1773 roku podpisał traktaty cesji przez Rzeczpospolitą Obojga Narodów ziem zagarniętych przez Rosję, Prusy i Austrię w I rozbiorze Polski. Członek konfederacji Andrzeja Mokronowskiego w 1776 roku Konsyliarz Departamentu Sprawiedliwości Rady Nieustającej w 1788 roku. Był członkiem konfederacji Sejmu Czteroletniego.  W 1791 odbierał od króla Stanisława Augusta Poniatowskiego przysięgę na wierność Konstytucji 3 Maja. W 1794 przekazał pieniądze i srebra ze skarbca katedry wawelskiej Tadeuszowi Kościuszce na potrzeby powstania. Po upadku powstania kościuszkowskiego i po wkroczeniu wojsk austriackich i pruskich do Krakowa wezwał księży diecezji krakowskiej do kontynuowania pracy duszpasterskiej w swoich parafiach. Był ostatnim księciem siewierskim na biskupstwie krakowskim mimo utraty przez biskupów krakowskich Siewierza. Musiał pogodzić się z konfiskatą dóbr kościelno-zakonnych prowadzoną przez władze austriackie. Przed plebanią w Międzyrzecu Podlaskim posadził dąb upamiętniający uchwalenie Konstytucji 3 maja. Pochowany w katedrze wawelskiej.

## Ordery i odznaczenia
- Order Świętego Stanisława (1766)[10].
- Order Orła Białego (1773)[11].